# Paroisse de Saint-George
Pour les articles homonymes, voir Paroisse de Saint George et Saint-Georges.
La paroisse de Saint-George est à la fois une paroisse civile et un ancien district de services locaux (DSL) canadien du comté de Charlotte, située au sud-ouest du Nouveau-Brunswick (Canada). Elle comprend l'autorité taxatrice de Bonny River-Second Falls. Le nom légal du DSL en français est la paroisse de Saint George. Dans le cadre de la réforme de la gouvernance locale du 1er janvier 2023, le territoire du DSL a été réparti entre la communauté rurale d'Eastern Charlotte et le district rural du Sud-Ouest.

## Toponyme
La paroisse est nommée en l'honneur de Georges de Lydda[réf. nécessaire].

## Géographie

### Situation
La paroisse de Saint-George est située dans le centre-sud du comté de Charlotte, à 68 kilomètres de route à l'ouest de Saint-Jean et à 108 km au sud de Fredericton.
La paroisse de Saint-George est limitrophe de la paroisse de Gladstone au nord, de la paroisse de Blissville au nord-est, de la paroisse de Clarendon et de la paroisse de Pennfield à l'est, de Fundy Bay, Saint-George et à nouveau Fundy Bay au sud, de la paroisse de Saint-Patrick au sud-ouest, de la paroisse de Dumbarton à l'ouest et de la paroisse de New Maryland au nord-ouest. Outre Saint-George, les villes les plus proches sont Saint-Andrews, à 41 km à l'ouest, et Saint-Stephen, à 51 km à l'ouest.

### Hameaux et lieux-dits
La paroisse comprend la majeure partie d'Utopia.

## Histoire
La côte de la baie de Fundy est la principale route navigable des Passamaquoddys, qui la fréquente en canots de mâchecoui jusqu'au XXe siècle. La pointe Indian, à l'est de Lee Settlement, dénote la présence d'un campement amérindien au moins jusqu'au XVIIIe siècle.
Les rives de la rivière Magaguadivic sont colonisées à partir de 1784 par des soldats loyalistes démobilisés du Royal Fencible Americans. La paroisse civile est érigée en 1786. Des immigrants écossais s'établissent par la suite à Mascarene et dans d'autres localités. Il semble que Piskahegan soit fondé en 1818, en lien avec les Military Settlements créés pour les soldats démobilisés, le long de la route d'Oromocto à Saint-Andrews. La plupart des terres ne furent pas prises ou encore rapidement abandonnées mais quelques familles restèrent sur place. D'ailleurs, la ville de Saint-Georges, à ne pas confondre avec le village de Saint-George, est fondée pour les Loyalistes sur une péninsule au nord-ouest du have de Letang mais est rapidement abandonnée.
Le hameau de Pomeroy Ridge est fondé à la suite de l'expansion de Scotch Ridge.
La municipalité du comté de Charlotte est dissoute en 1966. La paroisse de Saint-George devient un district de services locaux en 1967.

## Démographie
(août 2016).
D'après le recensement de Statistique Canada, il y avait 2350 habitants en 2001, comparativement à 2357 en 1996, soit une baisse de 0,3 %. La paroisse compte 989 logements privés, a une superficie de 499,51 km² et une densité de population de 4,7 habitants au km².

## Économie
Entreprise Charlotte, membre du Réseau Entreprise, a la responsabilité du développement économique.

## Administration

### Comité consultatif
En tant que district de services locaux, la paroisse de Saint-George est administré directement par le Ministère des Gouvernements locaux du Nouveau-Brunswick, secondé par un comité consultatif élu composé de cinq membres dont un président. Il n'y a actuellement aucun comité consultatif.

### Commission de services régionaux
La paroisse de Saint-George fait partie de la Région 10, une commission de services régionaux (CSR) devant commencer officiellement ses activités le 1er janvier 2013. Contrairement aux municipalités, les DSL sont représentés au conseil par un nombre de représentants proportionnel à leur population et leur assiette fiscale. Ces représentants sont élus par les présidents des DSL mais sont nommés par le gouvernement s'il n'y a pas assez de présidents en fonction. Les services obligatoirement offerts par les CSR sont l'aménagement régional, l'aménagement local dans le cas des DSL, la gestion des déchets solides, la planification des mesures d'urgence ainsi que la collaboration en matière de services de police, la planification et le partage des coûts des infrastructures régionales de sport, de loisirs et de culture; d'autres services pourraient s'ajouter à cette liste.

### Représentation et tendances politiques
Nouveau-Brunswick: La paroisse de Saint-George fait partie de la circonscription provinciale de Charlotte-Les-îles, qui est représentée à l'Assemblée législative du Nouveau-Brunswick par Rick Doucet, du Parti libéral. Il fut élu en 2006 et réélu en 2010.
 Canada: La paroisse de Saint-George fait partie de la circonscription électorale fédérale de Nouveau-Brunswick-Sud-Ouest, qui est représentée à la Chambre des communes du Canada par Gregory Francis Thompson, ministre des Anciens Combattants et membre du Parti conservateur. Il fut élu lors de la 40e élection fédérale, en 1988, défait en 1993 puis réélu à chaque fois depuis 1997.

## Vivre dans la paroisse de Saint-George
L’école élémentaire de Back Bay accueille les élèves de la maternelle à la 5e année. C'est une école publique anglophone faisant partie du district scolaire #10. Il n'y a aucune école francophone dans le comté, les plus proches étant à Saint-Jean ou Fredericton. Les établissements d'enseignement supérieurs les plus proches sont quant à eux situés dans le Grand Moncton.
Back Bay possède aussi un port et un bureau de poste. Le détachement de la Gendarmerie royale du Canada le plus proche est à Saint-George.
Les anglophones bénéficient du quotidien Telegraph-Journal, publié à Saint-Jean, et de l'hebdomadaire Saint Croix Courier, publié à Saint-Stephen. Les francophones ont accès par abonnement au quotidien L'Acadie nouvelle, publié à Caraquet, ainsi qu'à l'hebdomadaire L'Étoile, de Dieppe.

## Culture

### Personnalités
- John Mann (1798-1891), ouvrier, auteur et fermier, mort à Breadalbane.

### Architecture et monuments
Un pont couvert traverse Le Canal, le long du chemin du Canal, à 3 kilomètres au nord de Saint-George. Le pont fut construit en 1917 et mesure 37,6 mètres de long.

### Folklore
Le lac Utopia est l'objet d'une légende très ancienne, datant de l'époque malécite. Selon la légende, le lac abriterait une créature lacustre nommé Vieux Ned (Old Ned en anglais), dont la longueur serait comprise entre 12 et 15 mètres et qui aurait été observé à plusieurs reprises, surtout près de l'île Cannonball.